# Рюин-ан-Маржерид
Рюи́н-ан-Маржери́д (фр. Ruynes-en-Margeride, окс. Ruenas de Marjarida) — коммуна во Франции, находится в регионе Овернь. Департамент — Канталь. Административный центр кантона Рюин-ан-Маржерид. Округ коммуны — Сен-Флур.
Код INSEE коммуны — 15168.
Коммуна расположена приблизительно в 440 км к югу от Парижа, в 90 км южнее Клермон-Феррана, в 65 км к востоку от Орийака.

## Население
Население коммуны на 2008 год составляло 634 человека.
| 1962 | 1968 | 1975 | 1982 | 1990 | 1999 | 2008 |
| ---- | ---- | ---- | ---- | ---- | ---- | ---- |
| 692  | 672  | 584  | 591  | 605  | 648  | 634  |

## Экономика
В 2007 году среди 382 человек в трудоспособном возрасте (15—64 лет) 296 были экономически активными, 86 — неактивными (показатель активности — 77,5 %, в 1999 году было 70,0 %). Из 296 активных работали 276 человек (155 мужчин и 121 женщина), безработных было 20 (6 мужчин и 14 женщин). Среди 86 неактивных 20 человек были учениками или студентами, 33 — пенсионерами, 33 были неактивными по другим причинам.

## Достопримечательности
- Школа Синьялоз (1894 год). Памятник истории с 1993 года[3]
- Виадук Гараби (1880 год). Памятник истории с 1993 года[4]
- Замок Рюин[фр.] (XII—XIII века). Памятник истории с 1981 года[5]

## Фотогалерея

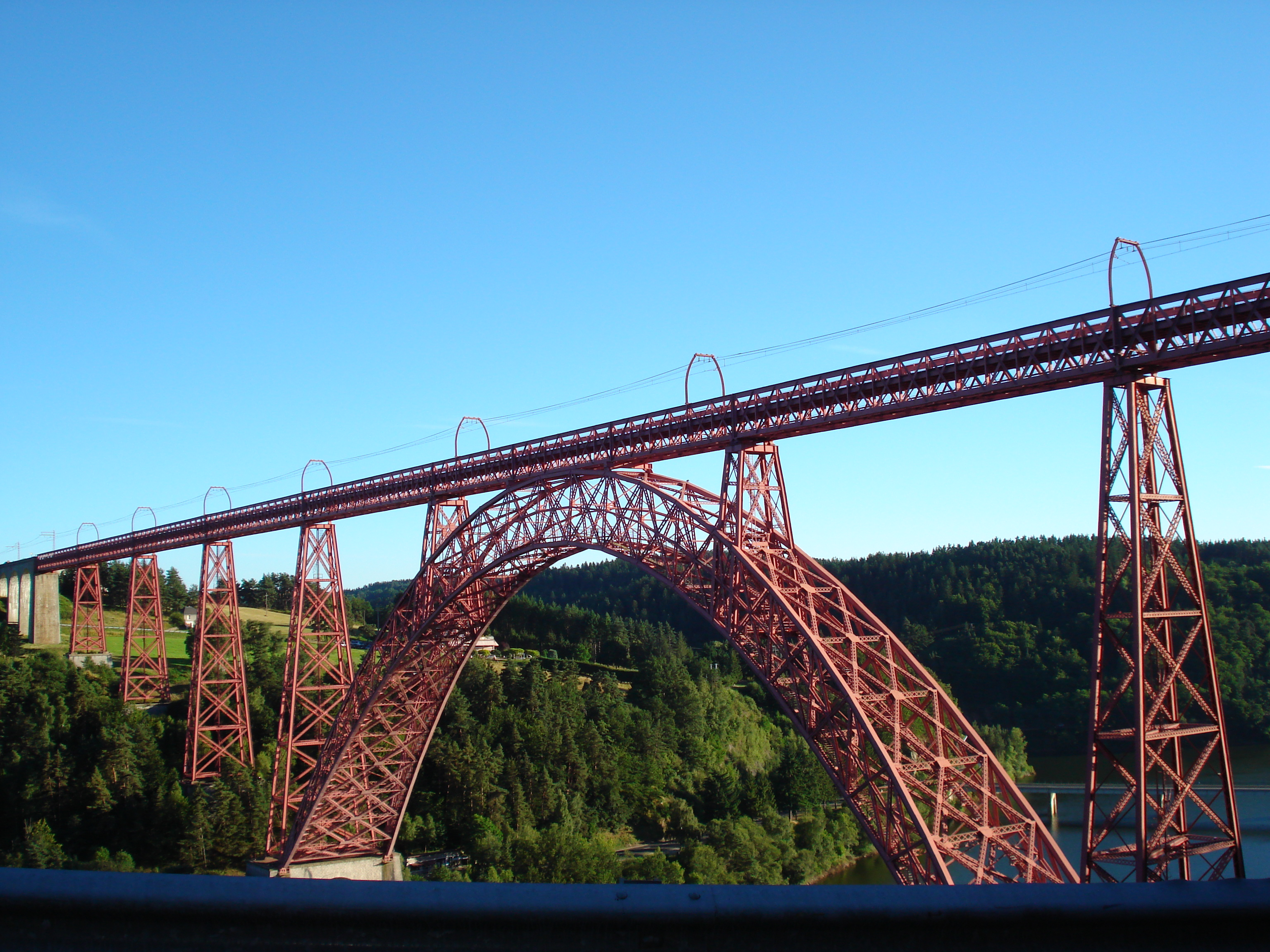
Виадук Гараби
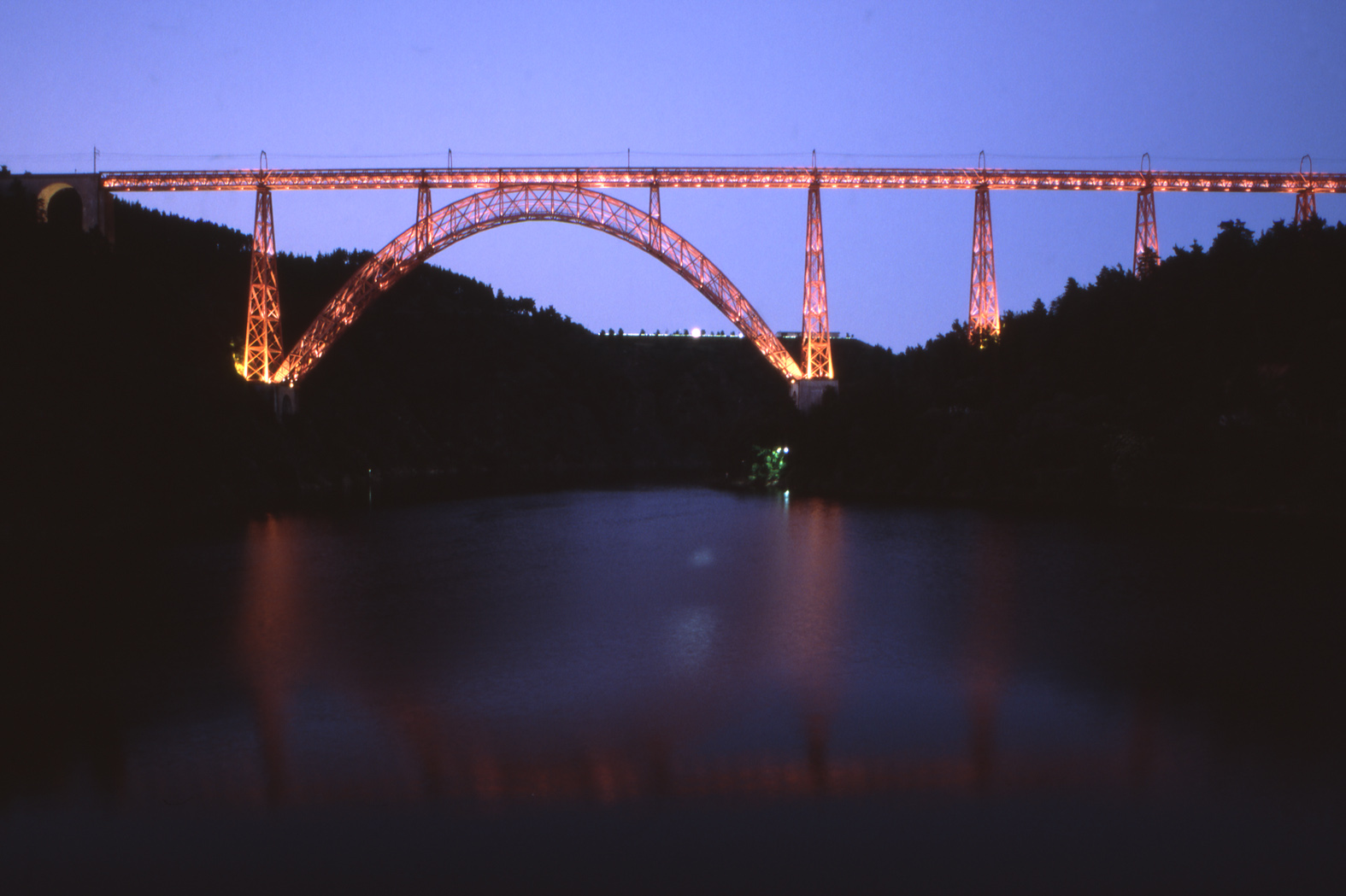
Виадук Гараби ночью
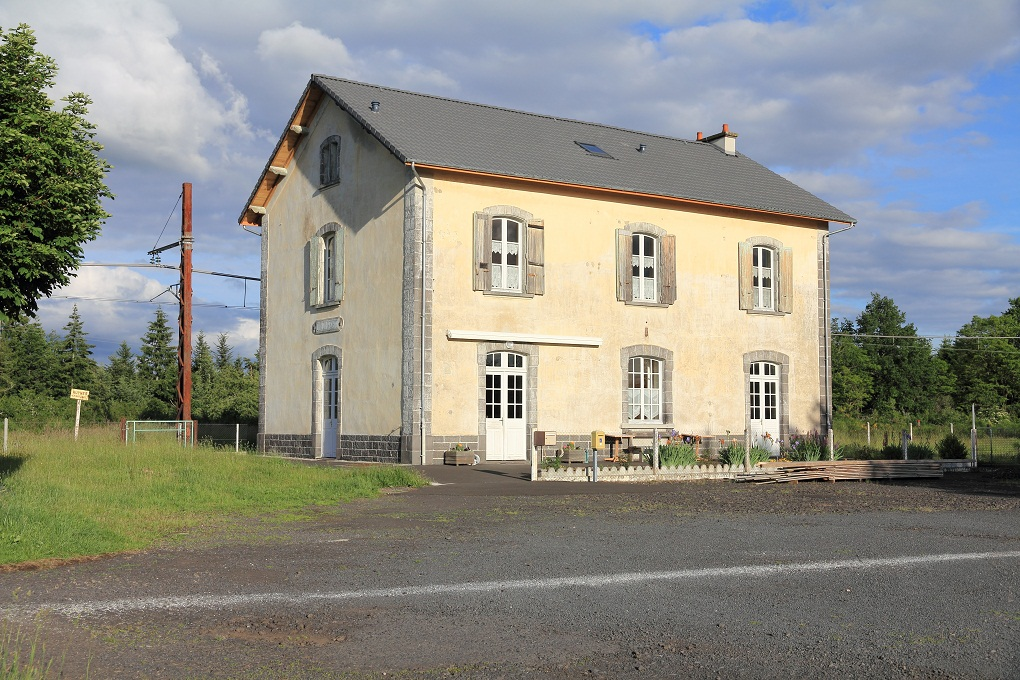
Вокзал
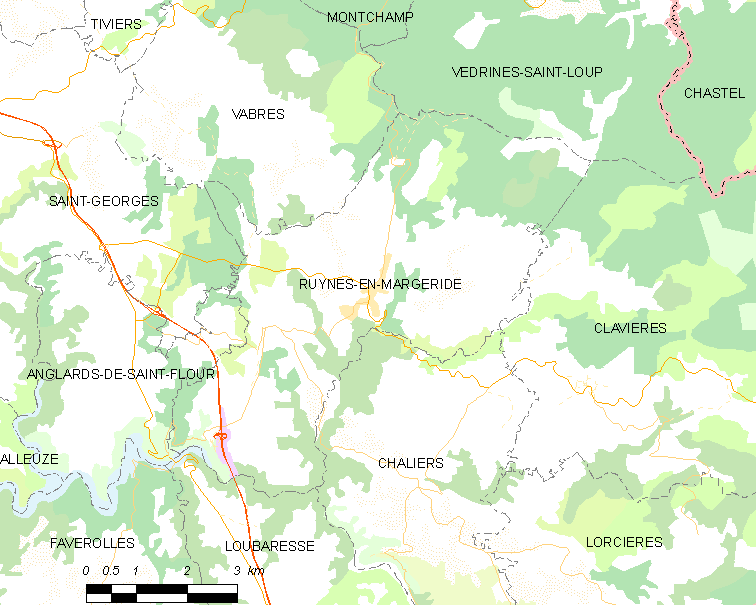
Карта коммуны